# Keys to the Heart
Pour plus de détails, voir Fiche technique et Distribution.
Keys to the Heart (hangeul : 그것만이 내 세상 ; RR : Geugeotmani Nae Sesang, littéralement « Ce n'est que mon monde ») est une comédie dramatique sud-coréenne écrite et réalisée par Choi Seong-hyeon, sortie en 2018.
Elle totalise plus de deux millions d'entrées au box-office sud-coréen de 2018.

## Synopsis
Ancien boxeur lessivé, Jo-ha (Lee Byung-hun) doit retourner vivre chez sa mère (Yoon Yeo-jeong) qui l'avait abandonné et il fait la rencontre de son petit frère, Jin-Tae (Park Jung-min), un pianiste d’un talent exceptionnel atteint d'autisme, qu'il ne connaît pas.

## Fiche technique
- Titre original : 그것만이 내 세상
- Titre international : Keys to the Heart
- Réalisation et scénario : Choi Seong-hyeon
- Photographie : Hong Seung-hyeok et Kim Tae-seong
- Montage : Kim Sun-min
- Musique : Hwang Sang-jun
- Production : JK Youn
- Société de production : JK Film
- Société de distribution : CJ E&M
- Pays d’origine :  Corée du Sud
- Langue originale : coréen
- Format : couleur
- Genre : comédie dramatique
- Durée : 120 minutes
- Date de sortie :
  - Corée du Sud : 17 janvier 2018

## Distribution
- Lee Byung-hun : Kim Jo-ha
- Yoon Yeo-jeong : Joo In-sook
- Park Jung-min : Oh Jin-tae
- Moon Sook : Bok-ja
- Choi Ri : Byeon Soo-jeong
- Hwang Seok-jeong (en) : Kang, le chef de service
- Jo Kwan-woo (en) : Moon Seong-gi
- Baek Hyun-jin : Dong-soo
- Park Ji-hoon : Lee Tae-goo
- Han Ji-min : Han Ga-yool (apparition spéciale)
- Kim Sung-ryung (en) : Madame Hong (apparition spéciale)

## Production
Le tournage a lieu du 6 juin au 27 août 2017,[Où ?].

## Accueil
Selon des chiffres fournis par le Conseil du film coréen, ce film dépasse trois millions de spectateurs en trois semaines après sa sortie nationale.